# Au nom de ma fille
Au nom de ma fille is een Frans-Duitse film uit 2016, geregisseerd door Vincent Garenq en vertelt het waargebeurde verhaal van de affaire Kalinka Bamberski.

## Verhaal
De bijna 15-jarige Kalinka Bamberski wordt op 10 juli 1982 door haar stiefvader, de arts Dieter Krombach, dood aangetroffen op haar kamer in Lindau waar ze haar zomervakantie doorbracht. André Bamberski, de vader van Kalinka, is ervan overtuigd dat zijn dochter gedood en verkracht werd door haar stiefvader en zet alles in het werk om deze te laten veroordelen. In 2009 neemt Bamberski het recht in eigen handen en laat Krombach ontvoeren en naar Frankrijk brengen. Daar wordt in 2012, 30 jaar na de feiten, Krombach uiteindelijk veroordeeld tot 15 jaar gevangenisstraf wegens onopzettelijke doding en verkrachting van zijn stiefdochter.

## Rolverdeling
| Acteur            | Personage         |
| ----------------- | ----------------- |
| Daniel Auteuil    | André Bamberski   |
| Marie-Josée Croze | Dany              |
| Sebastian Koch    | Dieter Krombach   |
| Emma Besson       | Kalinka Bamberski |
| Christelle Cornil | Cécile            |
| Fred Personne     | vader van André   |
| Serge Feuillard   | Meester Gibaud    |

## Productie
De filmopnamen gingen van start op 27 oktober 2014 en er werd tot 7 november gefilmd in Pau en Castet.